# Charles Le Goffic
Charles Le Goffic (Lannion, 14 de julio de 1863 - íd., 12 de febrero de 1932), poeta, novelista y crítico literario francés, cuya obra entera ensalza su región natal de Bretaña. 

## Biografía
Quedó huérfano de padre poco después de nacer y se crio en una pequeña granja de Bretaña. Fue maestro en diversos lugares de Francia (Gap, Évreux, Nevers, Le Havre) y en 1886 fundó, junto a Maurice Barrès, la revista Les Chroniques. Goffic escribió ampliamente sobre Bretaña y, más ampliamente, la identidad cultural celta, haciendo hincapié en su continuidad cultural y en la importancia de mantener las tradiciones locales. Sus cuentos Pasiones celtas (1910) influyeron poderosamente en el renacimiento cultural bretón. Cercano al político Charles Maurras, colaboró en la Revue d'Action Française (1899), que se transformó en el diario L'Action française (1908), así como en la Revue Critique des Idées et des Livres. Aunque republicano convencido, su regionalismo militante y sus ideas tradicionalistas le hicieron apoyar el proyecto maurrasiano de restauración monárquica, como testimonia una carta publicada en L'Enquête sur la monarchie (1900) del jefe de filas de la Action française. Tomó la vicepresidencia de la Union Régionaliste Bretonne, creada en 1898, a la que sirvió de nexo parisino y surtió de artículos de prensa. Aunque hablaba perfectamente el bretón, no quiso utilizarlo por escrito de temor a "mostrarse inferior a su reputación". Fue bardo honorario de la Gorsedd de Bretaña bajo el nombre de Eostik ar Garante ("El Ruiseñor del Amor"). Fue elegido miembro de la Academia Francesa en 1930. En 1895 introdujo en Bretaña la Great Highland Bagpipe (gran cornamusa escocesa), llamada luego biniou bras. Está sepultado en el camposanto de la iglesia de Trégastel con su esposa y su hija, que murió a la edad de diecisiete años.
Cultivó la poesía (Amor bretón, El bosque dormido, El perdón de la reina Ana, Poesías completas), la novela (El crucifijo de Kéraliès, La doble confesión, Morgana, El pirata de la isla de Guéraude) y el ensayo o los viajes (Del alma bretona, En la costa). También se le deben algunas piezas teatrales: Le Sortilège, Dernière bataille, Sans nouvelle, Le Pays, Marie-Reine, y algunos estudios críticos sobre Racine, La Versification et la Littérature du XIXe siècle y Les Poètes de la mer.

## Obras
- Nous autres (1879)

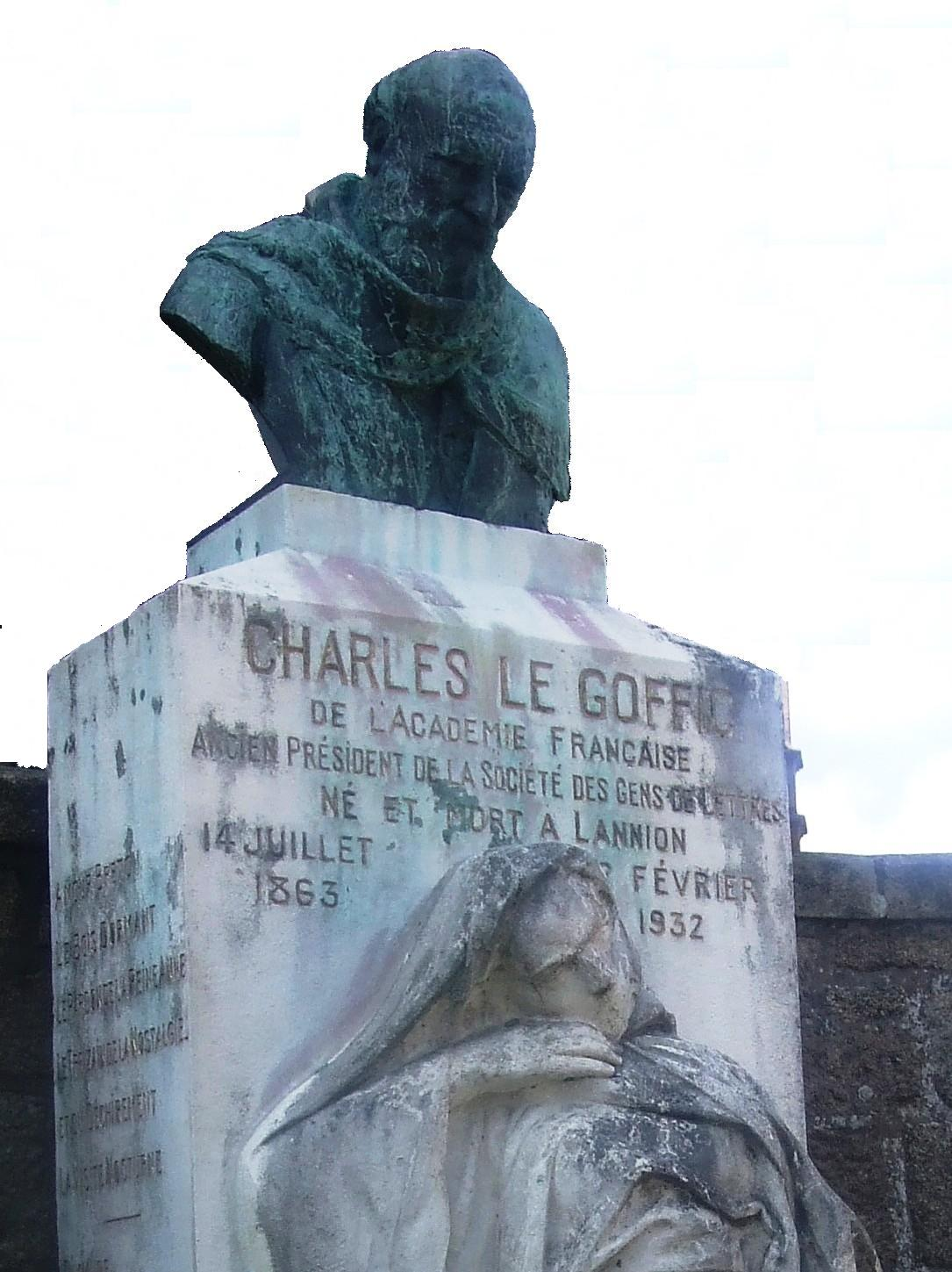
Monumento a Le Goffic en su pueblo natal de Lannion

- Velléda, bajo el pseudónimo de Jean Capekerne, (Morlaix, 1882),
- Les Mémoires de Saint-Simon, con Jules Tellier (Paris, 1888)
- Amour breton, poesía (Lemerre, 1889)
- Les Romanciers d'aujourd'hui (1890)
- Nouveau traité de versification française, en colaboración con Édouard Thieulin (1890)
- Chansons bretonnes (1891)
- Le Crucifié de Kéraliès (1892), obra premiada por la Academia francesa.
- Passé l'amour (1894)
- Contes de l'Assomption (1895)
- Quatre jours à l'île de Sein (1896)
- Sur la côte (1896) , obra premiada por la Academia.
- Gens de mer (1897)
- La Payse (1897)
- Morgane la sirène (1898)
- Le Bois dormant, poesía (1900)
- Le Pardon de la reine Anne, poesía (1901)
- L'Âme bretonne (4 vols., 1902-1922)
- Les Métiers pittoresques (1903)
- L'Erreur de Florence (1903)
- Les Sept-Iles (1904)
- Les Calvaires bretons (1904)
- Les Bonnets rouges (1906)
- La Cigarière (1907)
- Passions celtes (1909)
- La double confession (1909)
- La littérature française au siècle XIX.e (1909)
- Ventôse. Le pays (1910)
- Fêtes et coutumes populaires, les fêtes patronales, le réveillon, les masques et travestis, le joli mois de mai, les noces en Bretagne, la fête des morts, les feux de la Saint-Jean, danses et musiques populaires, Armand Colin éditeur, Paris 1911.
- Racine (2 vols., 1912)
- Le Pirate de l’île Lern (1913)
- Monsieur Ernest Renan dans la Basse-Bretagne (1913)
- Poésies complètes (1913)
- Dixmude (1915), que recibió el premio Lasserre en 1915
- Bourguignottes et pompons rouges (1916)
- Les Marais de Saint-Gond (1917)
- Steenstraëte (1917)
- Sans nouvelles (1917)
- La Guerre qui passe (1918)
- Saint-Georges et Nieuport (1919)
- Les Trois Maréchaux (1919)
- Bretagne (1920)
- La Littérature française aux siècles XIXe et XXe (1920)
- La Marne en feu (1921)
- L'Abbesse de Guérande (1921)
- Chez les Jean Gouin (1921)
- L'Odyssée de Jean Chevanton (1921)
- L'Illustre Bobinet (1922)
- Croc d'argent (1922)
- Le Treizain de la nostalgie et du déchirement. La visite nocturne, poesías (1926)
- Madame Ruguellou (1927)
- La Tour d'Auvergne (1928)
- Anthologie des poètes de la mer (1929)
- Mes Entretiens avec Foch, suivis d'un entretien avec le général Weygand (1929)
- La Chouannerie: Blancs contre Bleus (1790-1800) (1931)
- Poésies complètes (2 vols., 1931)
- Ombres lyriques et romanesques (1933)